# Mark Hoffman
Poručnik Mark D. Hoffman je fiktivni lik iz franšize Slagalica strave kojeg tumači Costas Mandylor. Iako se u Slagalici strave III pojavio kao pravedan policajac, kasniji nastavci otkrivaju kako je on zapravo dugogodišnji Jigsawov asistent i nasljednik. 

## Uloga u filmovima

### Slagalica strave III
U Slagalici strave III Hoffman se pojavio samo nakratko i to tijekom pregleda Troyjeve zamke s lancima. Hoffman se može vidjeti kako prisluškuje razgovor između poručnika Rigga i detektivke Kerry u kojem on izražava svoje sumnje da Jigsaw može sam izvesti sve ove zamke. Dok ostali nisu gledali, Hoffman je spremio jedan fragment lanca i komentirao činjenicu zbog kojeg je policija trebala rastvoriti vrata kako bi osigurala mjesto zločina. Tijekom razgovora s Riggom i det. Kerry, Hoffman je pokazao nevjerojatno hladnoću, što je uvelike zasmetalo Rigga. 

### Slagalica strave IV
U Slagalici strave IV vidimo Hoffmana kako u prvoj sceni filma dolazi u obdukcijsku dvoranu da preuzme kasetu koja je pronađena u Jigsawovom želudcu nakon obdukcije. Iako se čini da se ovo događa na početku, kasnije saznajemo kako su se glavne radnje Slagalice strave III i IV zapravo vremenski poklapale, tako da se ova scena zapravo odvija nakon te glavne radnje.
Kasnije vidimo Hoffmana kako napada Rigga i oduzima mu svijest. Hoffman je zapravo napravio igru za Rigga u kojoj je izgledalo da su on i detektiv Matthews zarobljeni od strave Jigsawa, te da je Rigg taj koji ih treba spasiti. Rigg, uporan kakav i je, obavi niz testova koje mu je Hoffman namjestio i konačno dolazi do Jigsawovog utočišta gdje se nalaze Hoffman i Matthews. Iako mu poruka govori da ne ulazi, tvrdoglavi Rigg ipak ulazi u prostoriju te aktivira zamku prije isteka vremena, ubijajući Matthewsa i Hoffmana. No, uskoro vidimo Hoffmana kako skida svoje poveze i ustaje se, polako prilazeći Riggu, koji leži ranjen, pogođen oštrim komadom leda. Tada se otkriva kako Hoffman ni u kojem trenutku nije bio u opasnosti, te da je on zapravo Jigsawov nasljednik. Hoffman tada napušta prostoriju, ostavljajući Rigga da umre. Tada se ponovo vraćamo na scenu u mrtvačnici gdje čujemo ostatak Jigsawove poruke na kaseti, u kojoj Hoffmanu poručuje da ništa nije gotovo, te da ni on neće ostati neprovjeren. 

### Slagalica strave V
U Slagalici strave V Hoffman ima puno značajniju ulogu nego u dosadašnjim nastavcima. Nakon što je ostavio Rigga da umire, Hoffman odlazi do Jigsawovog skrovišta i zaključava FBI-jevog agenta Petera Strahma u toj prostoriji. Strahm tada pronađe mikrokasetu koja mu govori da, ako želi preživjeti, ostane u toj prostoriji, no on ju ne sluša te kreće u daljnje istraživanje, što je Hoffman i predvidio. Uskoro biva napadnut u mračnom hodniku, te odveden u zamku koja ga je trebala ubiti. Hoffman je u međuvremenu pokupio Jeffovu kći i napustio tvornicu, tvrdeći da su njih dvoje jedini preživjeli. No, specijalci uskoro pronalaze i Strahma koji se jedva izvukao iz zamke, što poprilično iznenadi Hoffmana. Hoffman ubrzo preuzima sve zasluge, biva proglašen herojem i glavnim odgovornim za rješavanje slučaja Jigsaw, te biva promaknut u poručnika. 
No, Strahm, koji se oporavlja u bolnici, još uvijek sumnja u Hoffmana i, unatoč naređenju svog šefa Dana Ericksona, pokreće vlastitu istragu. Hoffman je u međuvremenu započeo novu "igru", tijekom koje je pažljivo podmetao dokaze tako da izgleda da je Strahm zapravo Jigsawov nasljednik, a ne Hoffman. Na to je ultimativno nasjeo i Strahmov šef, Erickson, koji je pri kraju filma, ne znajući da je Strahm mrtav, izdao hitnu tjeralicu na njegovo ime. 
Strahm, koji je uspio povezati sve elemente, prati Hoffmana u napušteni podrum, nadajući se da će ga tu pronači. No, jedino što nalazi je velika prozirna kutija puna stakla, u kojoj se nalazi mikrokaseta. Na kaseti, Hoffmanov glas savjetuje Strahmu da uđe u kutiju, te da je to jedini način da si spasi život. No, što je Hoffman opet dobro predvidio, Strahm ne sluša poruku te, nakon što mu se ovaj prišulja s leđa, svladava Hoffmana i gurne njega u kutiju koja se tada zatvara. Strahm tada likuje, no Hoffman ga upućuje da posluša kraj vrpce. Tada mu Hoffman govori da će, ako ga ne posluša, umrijeti u ovoj prostoriji, ali ne kao agent FBI-ja, već kao drugi Jigsawov nasljednik. Kutija se tada počinje polagano spuštati u jednu udubinu u podu, a masivni metalni zidovi počinju se približavati jedni drugom. Strahm prvo očajnički pokušava otvoriti kutiju, a kasnije zaustaviti zidove, no oboje bez uspjeha. Strahm na koncu biva zgnječen od strane zidova, dok se Hoffman nalazi u kutiji u rupi, siguran i neozljeđen. U Slagalici strave VI možemo vidjeti Hoffmana kako se vraća u ovaj podrum i pregledava ostatke Strahmovog tijela.

### Slagalica strave VI
U Slagalici strave VI Hoffman ponovo igra glavnu ulogu. U ovom djelu saznajemo odgovore na neka pitanja o Hoffmanovoj prošlosti i karakteru. Hoffman trenutno ima interni konflikt oko toga hoće li postati manijakalni ubojica ili smireni Jigsawov nasljednik. Saznajemo i to da je on bio taj koji je namjestio zamku križa iz Slagalice strave III, te da je, zbog činjenice da mu je FBI na tragu, započeo sasvim novu igru s novim "igračima".
U ovom filmu također saznajemo da je agentica Perez preživjela i da je nastavila Strahmovo djelo - razotkrivanje Hoffmana. Uskoro pronalazi snimku koja je puštena Sethu prije nego što je ubijen, te odlazi, zajedno s Hoffmanom i Ericksonom, da analizira glas kako bi se otkrilo tko je Jigsawov nasljednik. Analiza glasa otkriva kako se radi o Hoffmanu, te tada njegova tajna konačno biva otkrivena. On, kako bi spasio sebe, prereže Ericksonu grkljan, probode agenticu Perez i riješi se ostalih svjedoka, koje na koncu polije gorivom i zapali. Njegovo posljednje pitanje agetnci Perez, prije nego što je umrla, bilo je "Tko još zna?", na što mu je ova odgovorila: "Svi znaju".
U jednom od flashbackova otkriva se i sadržaj pisma kojeg je Amanda dobila u Slagalici strave III. Pismo je napisao Hoffman, te je ucijenio Amandu da ubije Lynn ili će odati Jigsawu da ona zna da je Cecil ubio njegovo dijete, te da je u kliniku ušao kako bi ukrao drogu za nju. Ovo pismo nam rasvjetljava neke stvari, kako o Amandinom, tako i o Hoffmanovom karakteru i privrženosti Jigsawu. Iako je Amanda poslušala ucjenu, ubijena je, te je tako Hoffman ostao jedini, netestirani i posljednji Jigsawov nasljednik. 
Pri samom kraju filma, Jill otima Hoffmana, kao ispunjenje jednog od 6 Jigsawovih posljednjih zahtijeva (te time prikazuje svoju privrženost njemu), te ga stavlja u novoizgrađenu obrnutu zamku za medvjede, davši mu 60 sekunda za preživljavanje. Jedini problem je što je potpuno vezan, zbog čega je očito nemoguće osloboditi se. No, Hoffman upotrijebi svoj intelekt i prvo polomi kosti na rukama pomoću same zamke, te time oslobodi ruke. Uskoro to napravi i s nogama, te se tada može slobodno kretati. Pronalazi odvijač s kojim pokušava rastaviti zamku, no bez uspjeha. Samo nekoliko sekundi prije isteka vremena, Hoffman uoči vrata koja vode u sobu, te se zaleti u njih, razbijajući staklo. Tu iskoristi horizontalne šipke malog prozora kako bi učvrstio zamku i izvukao glavu iz nje, no uspije samo imobilizirati zamku do te mjere da se ne može potpuno otvoriti. Tada konačno uspije osloboditi glavu, no ne bez posljedica. Posljednja scena filma prikazuje nam Hoffmana, kojemu je zamka razdvojila desni dio donje čeljusti od gornje, kako u bolovima i agoniji gleda prema stropu i nekontrolirano vrišti.

### Slagalica strave 3D
Potvrđeno je da će Costas Mandylor ponoviti svoju ulogu Marka Hoffmana i u sedmom nastavku, gdje će se s Jill Tuck boriti oko Jigsawovog nasljedstva.

## Karakterizacija
Slagalica strave V nam daje dobru karakterizaciju detektiva Hoffmana, kao i povijest njegovog odnosa s Jigsawom. Tu saznajemo kako ga je ubojstvo njegove mlađe sestre Angeline od strane Setha Baxtera natjeralo na osvetu, te da je to bio jedini i glavi razlog zbog kojeg je postao ubojica. Hoffman je konstruirao zamku sličnu Jigsawovoj kako bi skrenuo pažnju na njega, no zamka je bila namjerno neizbježna jer cilje je na koncu ipak bio ubiti Setha. 
Nakon toga vidimo kako Jigsaw otima Hoffmana, suočava ga sa samim sobom i ucjenjuje ga da mu pomogne u prikupljanju žrtava. Hoffman s vremenom shvati kako je ono što Jigsaw radi najbolji način da se kriminalci rehabilitiraju, te dobrovoljno postaje njegov asistent i budući nasljednik. Preko niza flashbackova saznajemo kako je pomagao Jigsawu u "lovu" i izradi zamki u prva tri filma. 
Za razliku od psihološki nestabilne i Jigsawom opsjednute Amande Young, Hoffman stvarno vjeuje u Jigsawovo učenje i smatra da je njegova metoda jako dobra za rehabilitaciju kriminalaca. Najbolji primjer ovoga je u Slagalici strave V kada Hoffman iskorištava Jigsawovu metodu procjene ljudske predvidljivosti kako bi točno zaključio da Strahm neće izvršiti svoj zadatak i da će umrijeti. Sam Jigsaw je jednom Hoffmanu rekao: 

## Simbolizam

### Jigsawov stil
Nakon što je postao Jigsawov nasljednik, Hoffman je počeo kopirati neke njegove karakteristike. Karakterističan primjer ovoga je činjenica da je pri hvatanju svojih žrtava nosio Jigsawovou svinjsku masku, dok ga u Slagalici strave V možemo vidjeti kako nosti isti plašt kao i Jigsaw u prethodnim nastavcima. 

### Jigsawovmodus operandi
Hoffman je na samom početku imitirao Jigsawov modus operandi kod ubojstva Setha Baxtera. Kao što će kasnije raditi i Amanda Young, Hoffman je Sethovu zamku konstruirao tako da je nemoguće izići živ iz nje (što nije Jigsawov M.O.), a na koncu je i otkinuo komadić kože sa Setha u obliku puzzlea. Treba napomenuti kako je ovakav M.O. kod Hoffmana izazvan njegovom željom za osvetom, što je i bio jedini motiv za Sethovo ubojstvo (jer Hoffman inače nikada ne bi postao ubojica), te da je cilj zamke bilo isključivo kažnjavanje Setha Baxtera jer je ubio Hoffmanovu sestru Angelinu. Nakon što ga je Jigsaw raskrinkao, napomenuo mu je kako je koristio i jako loše oružje što je imitaciju učinilo još gorom. 
Hoffman je s vremenom, ono što Amanda zbog patološke privrženosti prema Jigsawu nikada nije uspjela učiniti, potpuno usvojio Jigsawov M.O. te je zamke konstruirao na taj način da su se igrači mogli izvući živi, što i vidimo u Slagalici strave V.